# Sistemas Importantes del Patrimonio Agrícola Mundial
Un Sistema Importante del Patrimonio Agrícola Mundial (SIPAM) es un agroecosistema habitado por comunidades que viven en una relación intrínseca con su territorio. Estos sitios en constante evolución son sistemas resilientes caracterizados por una biodiversidad agrícola notable, conocimientos tradicionales, culturas y paisajes invaluables, gestionados de manera sostenible por agricultores, pastores, pescadores y poblaciones forestales de una manera que contribuye a sus medios de vida y seguridad alimentaria. A través del enfoque SIPAM, la Organización de las Naciones Unidas para la Agricultura y la Alimentación (FAO, por sus siglas en inglés) ha reconocido más de 86 sitios en todo el mundo.
En modo plural, los Sistemas Importantes del Patrimonio Agrícola Mundial conforman una categoría asignada de preservación del patrimonio otorgada por la FAO a comunidades en estrecha relación con su territorio, que comprenden una cultura, un sistema agrícola y un ambiente físico y social determinados.
Debido a la traducción francesa (Systèmes Ingénieux du Patrimoine Agricole Mondial), en ocasiones se denominan Sistemas ingeniosos del Patrimonio Agrícola Mundial, una opción a tener en cuenta debido a las publicaciones en este sentido. En inglés son llamados Globally Important Agricultural Heritage Systems (GIAHS).
En los sitios SIPAM las comunidades se han desarrollado y adaptado para enfrentarse a los eventos naturales, las nuevas tecnologías y los cambios políticos y sociales con el fin de eliminar riesgos y garantizar la seguridad alimentaria y la supervivencia de sus habitantes.
En 2002, la FAO creó los SIPAM para asegurar la subsistencia de estos sitios y asegurar su reconocimiento nacional e internacional.

## SIPAM reconocidos

### Argelia
- 1. Sistema ghout de oasis.[4]

### Bangladés
- 2. Jardines flotantes de Gopalganj, Pirojpur y Barisal.[5]

### Chile
- 3. Agricultura del archipiélago de Chiloé.[6]

### China

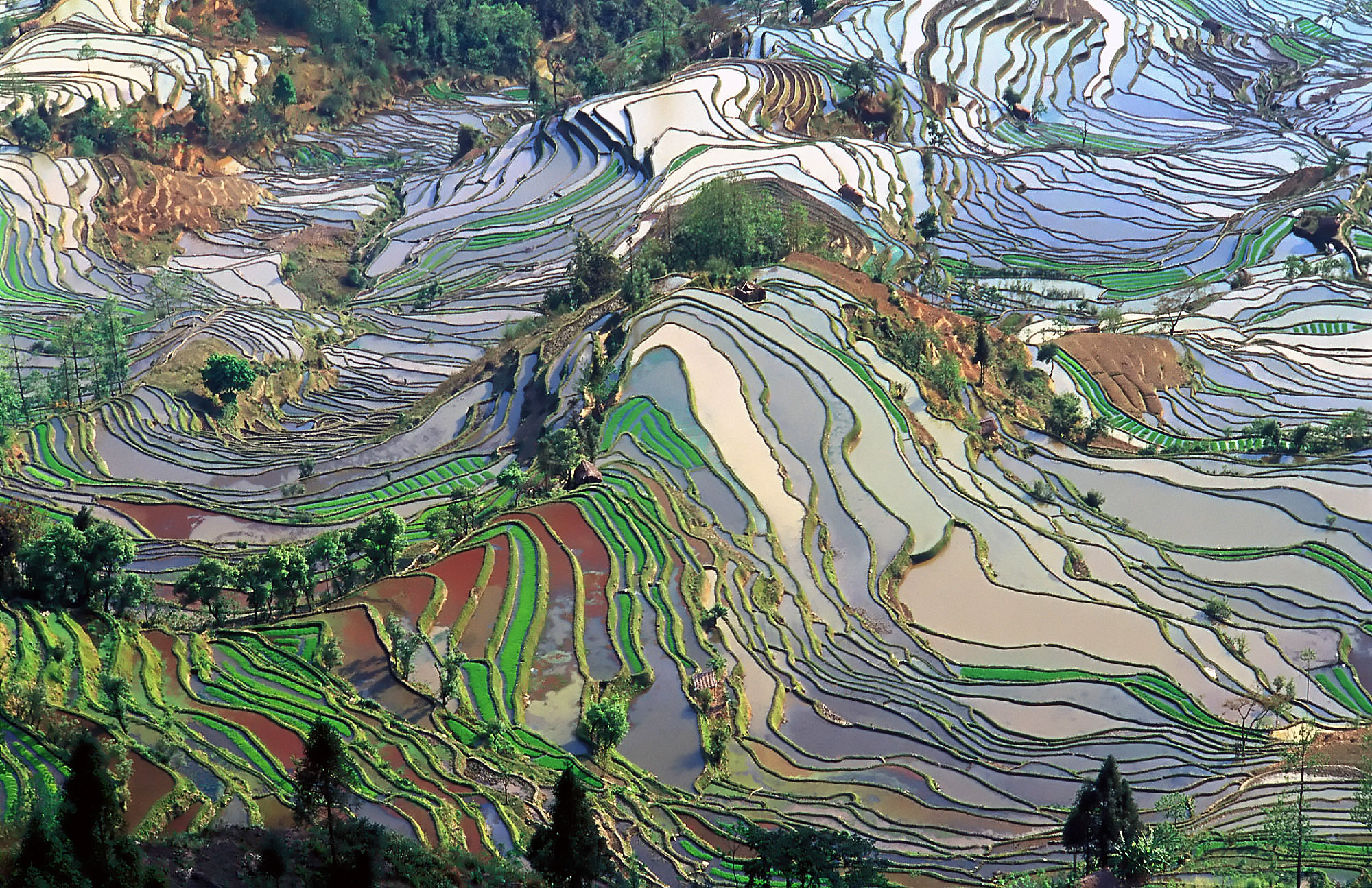
Terrazas de arroz en la provincia de Yunnan

- 4. Cultivo de peces en campos de arroz en las provincias de Zhejiang, condado de Qingtian,[7] y Guizhou.[8]
- 5. Cultivo tradicional wannian de arroz.[9]
- 6. Sistema hani de cultivo de arroz en terrazas en Honghe.[10]
- 7. Cría de patos y peces en campos de arroz de las comunidades dong en Guizhou.[11]
- 8. Cultivo tradicional de té Pu-erh en Yunnan.[12]
- 9. Sistema de cultivo en tierras de secano de Aohan, en Mongolia Interior.[13]
- 10. Cultivo de torreyas chinas (Torreya grandis) en Kuaijishan.[14]
- 11. Jardines urbanos de uvas de Xuanhua.[15]
- 12. Cultivo de azufaifos (Ziziphus jujuba) en jardines en Jiaxian.[16]
- 13. Sistema de cultivo Duotian en Xinghua.[17]
- 14. Cultivos de té y jazmín en Fuzhou.[18]

### India
- 15. Cultivo tradicional de azafrán en Jammu y Cachemira.[19]
- 16. Agricultura tradicional en el distrito de Koraput, estado de Orissa.[20]
- 17. Cultivo de arroz bajo el nivel del mar en Kuttanad.[21]

### Irán
- 18. Sistema tradicional de regadío por medio de qanats en Kashan.[22]

### Japón

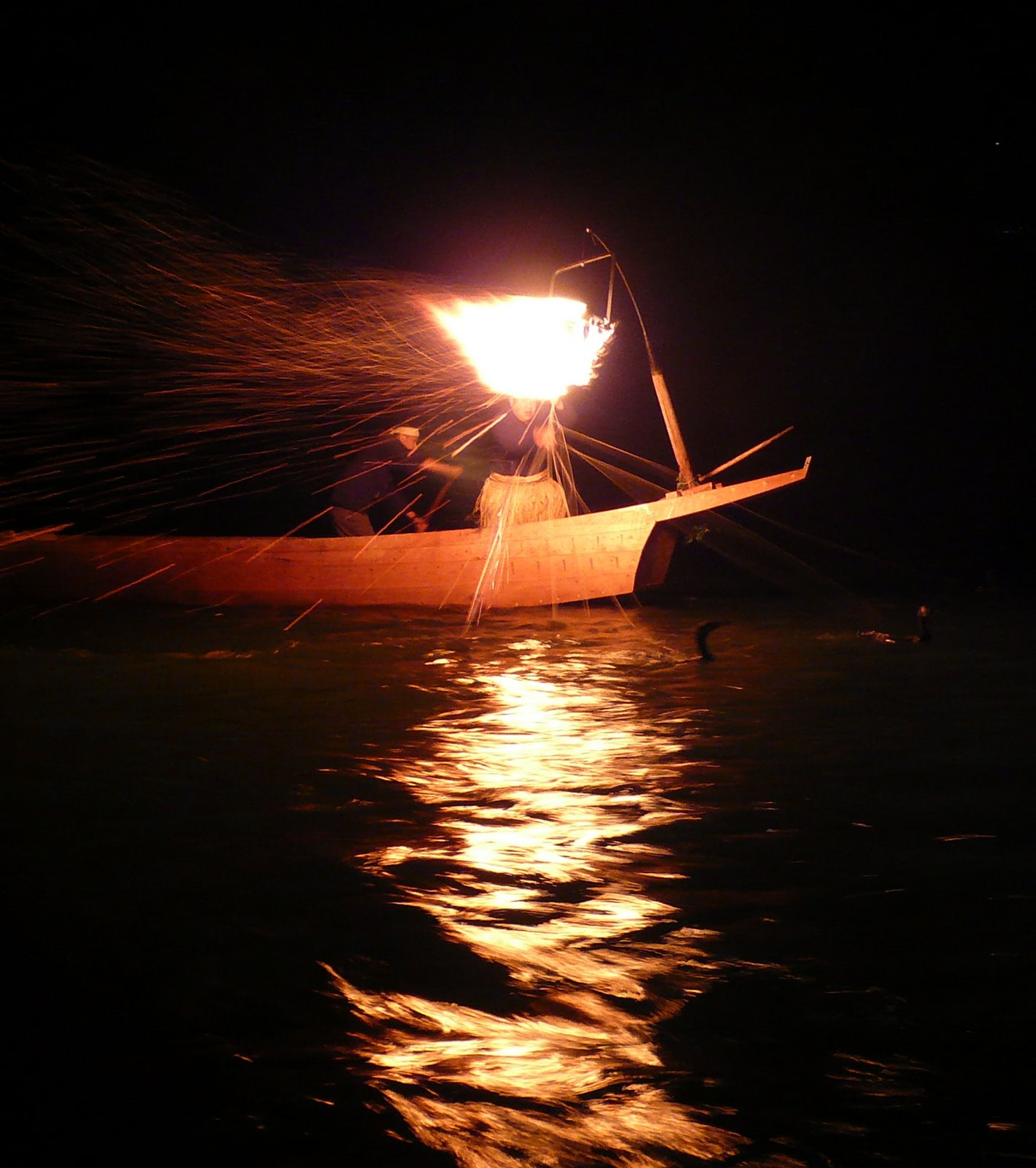
Pesca con cormoranes en el río Nagara

- 19. Satoyama (paisaje humanizado bajo los montes y satoumi (paisaje humanizado en la costa) en la península de Noto.[23]
- 20. Satoyama en la isla de Sado en armonía con el ibis crestado japonés.[24]
- 21. Gestión sostenible de pastizales de Aso.[25]
- 22. Sistema integral de té y pastizales en Shizuoka.[26]
- 23. Sistema integrado de silvicultura, agricultura y pesca de la península de Kunisaki.[27]
- 24. Sistema  de pesca con cormoranes en el río Nagara.[28][29]
- 25. Cultivo de ciruelas japonesas ume (Prunus mume) en Minabe-Tanabe.[30]
- 26. Sistema agrícola y forestal de las montañas Takachihogo-Shiibayama.[31]

### Kenia
- 27. Sistema pastoral masái en Oldonyonokie y Olkeri.[32]

### Marruecos
- 28. Sistema de oasis en las montañas del Atlas.[33]

### Perú
- 29. Agricultura andina, desde el Machupicchu al lago Titicaca.[34]

### Portugal
- Región de Barroso en Montalegre y Boticas.[35]

### Filipinas
- 30. Terrazas de arroz de Ifugao.[36]

### República de Corea
- 31. Terrazas arroceras de Gudeuljang en Cheongsando.[37]
- 32. Sistema agrícola Batdam en la isla de Jeju.

### Tanzania

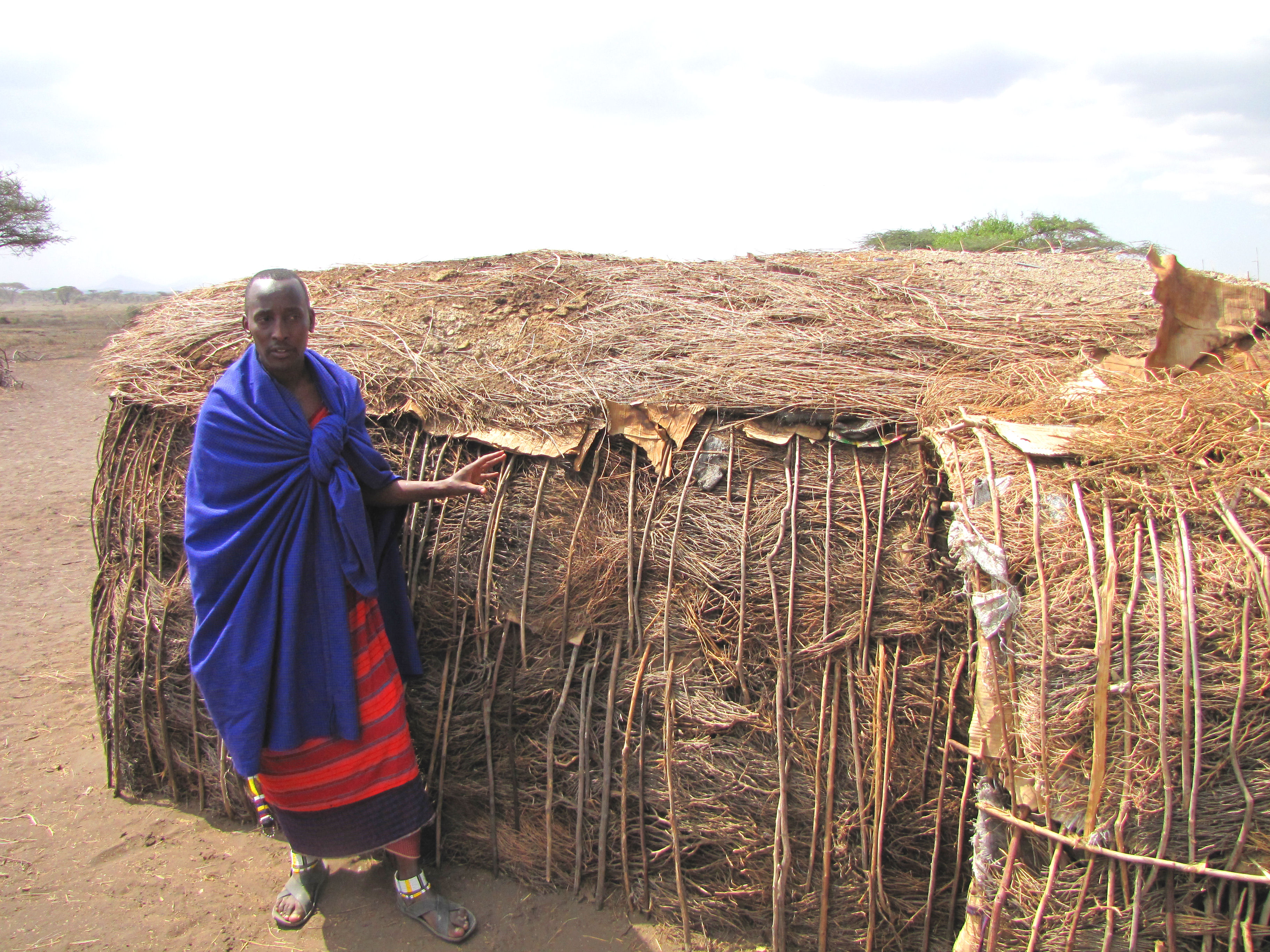
Pastor masái

- 33. Área tradicional de pastoreo masái en Engaresero.[38]
- 34. Sistema tradicional agroforestal Kihamba en Shimbue Juu.[39]

### Túnez
- 35. Oasis de Gafsa.[40]

### Emiratos Árabes Unidos
- 36. Oasis históricos de palmeras de Al Ain y Liwa.

### España
En España se encuentran reconocidos los siguientes cinco SIPAM:
- Sistema de producción de sal de Añana - 2017
- Cultivo de uva pasa malagueña en la Axarquía - 2017
- Sistema Agrícola Olivos Milenarios Territorio Sénia - 2018
- Sistema de riego histórico en l'Horta de València - 2019
- Sistema Agrosilvopastoril de las Montañas de León - 2022

## SIPAM candidatos en 2016

### China
- Cultivo de moreras para seda y estanques de peces en Huzhou.[42]
- Terrazas de arroz en la China subtropical.[43]
- Bosques de moreras en el antiguo lecho del río Amarillo en Xiajin.[44]
- Sistema compuesto de agricultura, bosques y ganadería en Zhagana, Tíbet.

### Egipto
- Oasis de Siwa.[45]

### India
- Grand Anicut (embalse de Kallanai) y sistema agrícola asociado en la zona deltaica de Tamil Nadu.[46]

### Indonesia
- Sistema integrado de Tri Hita Karana–Tri Mandala en Bali.[47][48]

### México
- Agricultura chinampera en la zona patrimonial de Xochimilco, Tláhuac y Milpa Alta.[49]

### República de Corea
- Cultivo tradicional de ginseng coreano en Geumsan.[50]
- Cultivo tradicional de té en Hadong.[51]

### Sri Lanka
- Sistema de irrigación mediante depósitos comunitarios en cascada en zonas secas.[52]

### VIetnam
- Sistema tradicional de cultivo en el geo-parque de Dong Van Karst.[53]